# FK Spartak Varna
Maillots
Dernière mise à jour : 11 août 2025.
Le Profesionalen Futbolen Klub Spartak Varna (en bulgare : Професионален Футболен Клуб Спартак 1918 Варна), plus couramment abrégé en Spartak Varna, est un club bulgare de football fondé en 1918 et basé dans la ville de Varna.

## Historique
- 1918 : fondation du club sous le nom de Bulgarski Sokol Varna
- 1924 : fusion avec le Schipka Varna en Schipenski Sokol Varna
- 1945 : fusion avec le Levski Varna et le Rakovski Varna en Spartak Varna
- 1949 : le club est renommé Spartak Stalin
- 1956 : le club est renommé Spartak Varna
- 1969 : fusion avec le Lokomotiv Varna en ZSK Spartak Varna
- 1986 : le club est renommé FK Spartak Varna

## Bilan sportif

### Palmarès
| \| - Championnat de Bulgarie (1) : - Champion : 1932. - Vice-champion : 1931 et 1933. - Coupe de Bulgarie : - Finaliste : 1960-61 et 1982-83. \| \| - Championnat de Bulgarie D2 (7) : - Champion : 1953, 1964-65, 1970-71, 1974-75, 1981-82, 1994-95 et 2005-06. - Championnat de Bulgarie D3 (2) : - Champion : 2010-11 et 2018-19. \| |  | |
| - Championnat de Bulgarie (1) : - Champion : 1932. - Vice-champion : 1931 et 1933. - Coupe de Bulgarie : - Finaliste : 1960-61 et 1982-83. |  | - Championnat de Bulgarie D2 (7) : - Champion : 1953, 1964-65, 1970-71, 1974-75, 1981-82, 1994-95 et 2005-06. - Championnat de Bulgarie D3 (2) : - Champion : 2010-11 et 2018-19. |

### Bilan européen
Note : dans les résultats ci-dessous, le score du club est toujours donné en premier.
| Saison    | Compétition      | Tour                | Club                             | Domicile | Extérieur | Total     |
| --------- | ---------------- | ------------------- | -------------------------------- | -------- | --------- | --------- |
| 1961-1962 | Coupe des coupes | Tour préliminaire   | Rapid Vienne                     | 2 - 5    | 0 - 0     | 2 - 5     |
| 1983-1984 | Coupe des coupes | Seizièmes de finale | Mersin İdman Yurdu               | 1 - 0    | 0 - 0     | 1 - 0     |
| 1983-1984 | Coupe des coupes | Huitièmes de finale | Manchester United                | 1 - 2    | 0 - 2     | 1 - 4     |
| 1996      | Coupe Intertoto  | Groupe 8            | TSV 1860 Munich                  | 2 - 1    | N/A       | Quatrième |
| 1996      | Coupe Intertoto  | Groupe 8            | ŁKS Łódź                         | N/A      | 1 - 1     | Quatrième |
| 1996      | Coupe Intertoto  | Groupe 8            | Kaučuk Opava                     | 0 - 1    | N/A       | Quatrième |
| 1996      | Coupe Intertoto  | Groupe 8            | Kamaz Naberejnye Tchelny         | N/A      | 2 - 2     | Quatrième |
| 1997      | Coupe Intertoto  | Groupe 10           | FC Groningue                     | 0 - 2    | N/A       | Cinquième |
| 1997      | Coupe Intertoto  | Groupe 10           | Gloria Bistrița                  | N/A      | 1 - 2     | Cinquième |
| 1997      | Coupe Intertoto  | Groupe 10           | Montpellier HSC                  | 1 - 1    | N/A       | Cinquième |
| 1997      | Coupe Intertoto  | Groupe 10           | FK Čukarički                     | N/A      | 0 - 3     | Cinquième |
| 1998      | Coupe Intertoto  | Premier tour        | Baltika Kaliningrad              | 1 - 1    | 0 - 4     | 2 - 5     |
| 1999      | Coupe Intertoto  | Premier tour        | Saint-Trond VV                   | 1 - 2    | 0 - 6     | 1 - 8     |
| 2001      | Coupe Intertoto  | Premier tour        | Dyskobolia Grodzisk Wielkopolski | 4 - 0    | 0 - 1     | 4 - 1     |
| 2001      | Coupe Intertoto  | Deuxième tour       | Tavria Simferopol                | 0 - 3    | 2 - 2     | 2 - 5     |

Légende
- Victoire ou qualification pour le tour suivant
- Match nul
- Défaite ou élimination de la compétition

## Personnalités du club

### Personnalités du club
- Anton Fajev
- Borislav Georgiev
- Plamen Stiliyanov

### Entraîneurs du club
| - Ferenz Fann (1932) - Dietmar Marius (1933) - Aleksandar Kondov (1945) - Stefan Kalachev (1949 - 1950) - Kiril Pavlov (1950) - Hristo Minkovski (1951) - Kiril Pavlov (1952 - 1954) - Trendafil Stankov (1954 - 1955) - Stefan Kalachev (1956 - 1957) - Toma Zahariev (1958 - 1964) - Trendafil Stankov (1964) - Petar Minchev (1965 - 1966) - Ivan Radoev (1966 - 1967) - Toma Zahariev (1967 - 1969) - Trendafil Stankov (1969) - Stefan Semov (1970 - 1971) - Vladislav Mirchev (1971) - Ivan Filipov (1971) - Vasil Spasov (1972) - Borislav Milenov (1972 - 1973) - Iliya Kirchev (1973 - 1974) - Dobromir Tashkov (1974 - 1975) - Dimitar Doychinov (1975 - 1978) - Iliya Kirchev (1978 - 1979) - Ivan Filipov (1979 - 1980) - Boris Pavlov (1980) - Vasil Nenov (1981) | - Ivan Vutsov (1981 - 1983) - Lyudmil Goranov (1983 - 1985) - Ivan Filipov (1985 - 1987) - Evgeni Yanchovski (1987 - 1988) - Blagoy Kalfov (1988 - 1989) - Stancho Bonchev (1989 - 1990) - Ivan Vasilev (1990) - Lyudmil Goranov (1991 - 1993) - Blagoy Kalfov (1993) - Kiril Ivkov (1993) - Krasimir Zafirov (1994) - Lyudmil Goranov (1994 - 1995) - Nikola Hristov (1995 - 1996) - Stefan Grozdanov (1996 - 1997) - Ferario Spasov (1997) - Blagoy Kalfov (1997) - Dimitar Penev (1998) - Radoslav Zdravkov (1998 - 1999) - Velislav Voutsov (1999 - 2000) - Stefan Grozdanov (2000 - 2002) - Dimitar Stoychev (2002) - Miroslav Mironov (2003) - Stefan Grozdanov (2004) - Rumen Dimov (2004) - Petar Kurdov (2004) - Radoslav Zdravkov (2005) - Nikolay Stanchev (2006) | - Miroslav Mironov (2006 - 2007) - Nedelcho Matushev (2007) - Georgi Ivanov (2007) - Atanas Atanasov (2007 - 2008) - Radoslav Zdravkov (2008) - Slobodan Stašević (2008) - Ilko Stanchev (2008) - Dragoljub Simonović (2009) - Anatolii Kirilov (2009) - Atanas Atanasov (2009) - Stoil Trankov (2009 - 2010) - Todor Popov (2010) - Deyan Donchev (2010) - Dimitar Trendafilov (2010 - 2012) - Ivan Naydenov (2012 - 2013) - Georgi Ivanov (2013 - 2014) - Atanas Atanasov (2014) - Zlatko Yankov (2014) - Marian Pane (2015) - Dimitar Pantev (2015 - 2016) - Trayan Dyankov (2016) - Atanas Atanasov (2016 - 2017) - Ivan Naydenov (2017) - Zlatin Mihaylov (2017) - Engibar Engibarov (2018 - 2019) - Diyan Bozhilov (2019) - Kyriakos Georgiou (2019 - ) |

### Anciens joueurs du club
- Ivo Georgiev
- Vladislav Mirchev